# Johannes von Rheinfelden
Johannes von Rheinfelden, auch Johannes Teuto, Johannes von Basel (* um 1340 in Freiburg im Breisgau; † unbekannt) war ein Dominikaner und Schriftsteller. Er verfasste die älteste in Europa bekannte Beschreibung von Spielkarten.

## Leben und Werk
Über von Rheinfeldens Leben ist wenig bekannt, er ist nur durch sein Traktat und die von ihm selbst darin gemachten persönliche Angaben belegt. Wahrscheinlich gehörte er dem Basler Konvent der Dominikaner an, lebte aber in Freiburg im Breisgau. Die Namensgebung Johannes von Rheinfelden für den Autor hat sich eingebürgert.
Aus seiner Feder stammt der Traktat De moribus et disciplina humanae conversationis id est ludus cartularum (auch Ludus cartularum moralisatus), der älteste in Europa erhaltene ausführliche Bericht über Spielkarten im Mittelalter, verfasst nach eigenen Angaben 1377 im Zuge eines der damals häufiger werdenden Spielkartenverbote. Vorbild des Traktats ist die „Schachallegorie“ seines Ordensbruders Jakob von Cessoles. Das Kartenspiel ist durch die Verbotsverordnung der Signoria von Florenz vom 23. März 1377 erstmals in Europa bezeugt. Es stammt ursprünglich aus China und kam über Indien und Ägypten wohl erst im Jahrzehnt zuvor nach Europa. Das Traktat des Johannes war also sehr aktuell. Das rund 50 Kilometer von Freiburg entfernte Straßburg wurde im 15. Jahrhundert ein Zentrum der Spielkartenproduktion. Der Autor nennt neben anderen Versionen als grundlegendes Spiel das immer noch geläufige 4x13-Blatt, wobei hauptsächlich König, Ober und Unter („Marschälle“) als Hofkarten genannt werden, aber Damen oder Königinnen auch schon bekannt sind.
Im Vorwort erläutert der Autor den Zweck seines Traktates: erstens das Kartenspiel, seine Bestandteile und die Spielregeln zu erklären, zweitens aus dem Kartenspiel unter Bezugnahme auf die verschiedenen „Höfe“ (Farben) des Spiels moralische Anweisungen für Adelige abzuleiten, drittens ähnliche Anweisungen für das einfache Volk abzuleiten unter Zuordnung von Berufen zu Zahlenkarten.
Johannes schreibt, die neu eingeführten Karten erschienen ihm wie eine Offenbarung und die Erkenntnis, dass sie als Mittel der Verständigung und zur Erklärung der Welt eingesetzt werden könnten, habe ihn bewegt. Seine Beschreibung der Kartenfiguren nimmt er als Ausgangspunkt für eine breit angelegte Darstellung und Interpretation der entsprechenden Funktionen bei Hofe. Somit lässt der Traktat auch einen allgemeinen Einblick zu in die mittelalterliche Denkweise, wie die Gesellschaftsordnung beschaffen sei. Dabei stellt er seinen enormen Wissensschatz dar, indem er beispielsweise Bezug nimmt auf die Bibel, die lateinischen Klassiker, Boëthius, den Kirchenvater Isidor und den Kirchenlehrer Thomas von Aquin. Einige der Ansichten von Rheinfeldens erscheinen uns selbstverständlich, er scheut sich auch nicht vor eher kontroversen Themen.
Der Traktat ist nicht im Original erhalten (möglicherweise wurde es im Französisch-Preußischen Krieg zerstört), aber in vier erweiterten Handschriften überliefert:
- Hs. F IV.43 (Universitätsbibliothek Basel), 1429 (doi:10.5076/e-codices-ubb-F-IV-0043)
- Hs. 4143 (Österreichische Nationalbibliothek Wien), 1472 (Digitalisat online, Joh.'s Traktat beginnt auf fol. 88r, d. i. S. 181 des Digitalisats)
- Hs. 225 (Hs 4 J 8) (Bibliothek der Rijksuniversiteit Utrecht), 1472 (Digitalisat online, Johannes' Traktat steht auf fol. 51–184a)[1]
- Hs. Egerton 2419 (British Library, London), 1472[2]